# 南大阪朝鮮初級学校
南大阪朝鮮初級学校（みなみおおさかちょうせんしょきゅうがっこう、미나미오사까조선초급학교）は、大阪市住之江区にある朝鮮学校。学校法人大阪朝鮮学園が運営している。
日本の小学校・幼稚園相当の学校であるが、学校教育法における非一条校であるため各種学校扱いである。

## 沿革
本校では前身校の沿革についてもまとめて扱う。
1945年（昭和20年）の太平洋戦争終戦に伴い、朝鮮人の児童・生徒を対象にした民族学校が大阪府下各地に開設された。南大阪朝鮮初級学校のルーツとなる学校は、西成区や港区・堺市に開設されている。
西成区には1946年（昭和21年）、西成朝鮮第一・第二ウリ学校の2校が開設され、翌1947年（昭和22年）には西成朝鮮人初等学校へ改編された。西成朝鮮人初等学校は大阪市立松之宮小学校内に開設された。
堺市には1946年（昭和21年）、堺朝鮮初等学校が開設された。港区には1947年（昭和22年）、港朝鮮初級学校が創立した。
しかし1949年（昭和24年）の朝鮮学校閉鎖令により、西成・堺の朝鮮学校は閉鎖を余儀なくされた。港朝鮮初級学校は学校運営を継続し、西成地域在住の児童を受け入れた。堺市では学校近隣の堺市立小学校数校に民族学級を設置するなどしたのち、1959年（昭和34年）に堺朝鮮初級学校として堺市甲斐町西に再建された。
港朝鮮学校は港区八雲町（現在の国道43号・阪神高速17号西大阪線道路敷地および大阪環状線線路付近）にあったが、区画整理により1958年（昭和33年）には港区辰巳町（現在の港区波除）に移転している。
南大阪朝鮮初級学校の直接的な起源は、1960年（昭和35年）に西成区長橋・朝鮮総連西成支部事務所内に港朝鮮初級学校の分校を設置したことに始まる。分校を基盤として、1968年（昭和43年）に住吉区北加賀屋町（現在地）に西成朝鮮初中級学校が開設された。翌1969年（昭和44年）には幼稚班（幼稚園相当）を併設している。
1987年（昭和62年）6月には港朝鮮初中級学校を合併している。また1989年（平成元年）には西大阪朝鮮初中級学校へと改称したのち、1991年（平成3年）には中級部を分離（東大阪朝鮮中級学校に統合）し、元々の校名・西大阪朝鮮初級学校となった。
2010年（平成22年）4月には泉州朝鮮初級学校も合併し、現在の校名となった。
- 1947年 - 西成朝鮮人初等学校・港朝鮮初級学校・堺朝鮮初等学校を設置。
- 1949年 - 西成・堺の両校閉鎖。港朝鮮初級学校は継続。
- 1958年 - 堺朝鮮初級学校を再建。
- 1960年 - 西成区に港朝鮮初中級学校の西成分校を設置。
- 1968年 - 分校独立・移転、西成朝鮮初中級学校を開設。
- 1969年 - 幼稚班設置。
- 1987年 - 港朝鮮初級学校閉校。西成朝鮮初中級学校へ統合。
- 1989年 - 西大阪朝鮮初中級学校に改称。
- 1991年 - 中級部廃止。西大阪朝鮮初級学校に改称。
- 2004年 - 堺朝鮮初級学校閉校。初級部を西大阪朝鮮初級学校に統合。
- 2010年 - 泉州朝鮮初級学校閉校。初級部・幼稚班を西大阪朝鮮初級学校に統合。南大阪朝鮮初級学校に改称。
- 2020年7月5日に新校舎（大阪市住之江区北加賀屋1-１１-３３）へと移転。

## 交通
- 北加賀屋駅（Osaka Metro四つ橋線）北へ約600m。
- 大阪シティバス 造船所通バス停。